# Jože Tisnikar
Jože Tisnikar, slovenski slikar, * 26. februar, 1928, Mislinja, † 30. oktober 1998, Slovenj Gradec.
Tisnikar je bil slikar samouk. Dolgo je delal kot obdukcijski pomočnik v secirnici slovenjegraške bolnišnice. Med letoma 1954 in 1964 se je slikarsko izoblikoval pod mentorstvom akademskega slikarja Karla Pečka v Slovenj Gradcu. Postal je cenjen med ljudmi, šolanimi slikarji in kritiki. Nagrado Prešernovega sklada je prejel leta 1970 za slikarska dela, razstavljena v letu 1969. Bil je slikar, ki ga je priznala in cenila tudi tujina. Najbolj je poznan po svojih upodobitvah krokarjev in temačnih podobah mrtvih, pogrebov, krajin in avtoportretov. Njegove umetnine so polne ekspresivnih in eksistencialističnih vsebin. Ustvarjal je risbe in slike v različnih tehnikah, posebej v tehniki jajčne tempere. Umrl je kot pešec v prometni nesreči, kmalu po julijski otvoritvi velike retrospektivne razstave v galeriji v Slovenj Gradcu.
Pred galerijo so mu po smrti postavili spomenik, delo Mirsada Begića. 

## Življenjepis
Jože Tisnikar se je rodil 26. februarja 1928 ob vznožju Pohorja v vasi Mislinja. Imel je težko otroštvo, osnovno šolo pa je zapusti že po štirih letih.  Ko je nastopila očetova smrt, je moral zasesti njegovo delovno mesto v tovarni lepenk, kjer je delal, dokler ga niso vpoklicali v vojsko. V Pirotu na jugu Srbije je v vojski preživel polni dve leti na bolniškem oddelku, kjer je imel tudi prvi stik z mrtvimi. Po končanem služenju se je vrnil v domačo vas in jo kmalu zapustil. Preselil se je v Slovenj Gradec in se zaposlil v tamkajšnji bolnišnici, kjer je opravljal pretežno fizična dela s pacienti. Po dveh letih dela na oddelku so v bolnici odprli prosekturo, v kateri so ga nato zaposlili. Tam je delal do svoje upokojitve leta 1983, umrl pa je leta 1998. 
Od leta 1958 do 1998 je več kot stokrat samostojno razstavljal doma in v tujini ter sodeloval na številnih skupinskih razstavah. Cena njegovih del se danes giblje okoli 8.500,00 €.

## Tisnikarjeva filozofija slikanja
Jože Tisnikar je na svojih slikah upodabljal minljivost človeškega življenja. Njegove slike so dolgo časa vzbujale nelagodje in grozo v očeh nepoznavalcev umetnosti, toda s spreminjajočim se družbenim in ekonomskim načinom življenja, kjer je prisotna tehnologija, si razumevanje slikarjeve povezave življenja in smrti danes marsikdo razlaga drugače. Tisnikarjeve slike so preproste in so odraz sveta preprostih ljudi, ki je nekaj samoumevnega in realnega, pri čemer je Tisnikar v svoje slike umestil življenje in smrt z roko v roki. 
Jože Tisnikar je upodabljal ljudi na meji tega sveta, svoj umetniški navdih pa je črpal iz svojega življenjskega in delovnega okolja (prosekture). Ko je Tisnikar združil vse svoje umetniške ideje in svoja življenjska videnja, so nastale umetnine, ki na poseben način izražajo okolje, ki mu je omogočalo ustvarjati  in pri tem podoživeti lasten doživljajski svet. Velik pomen za nastanek Tisnikarjevih umetnin ima način življenja na Koroškem, kjer je umetnik sam kot tudi drugi ljudje začutil prehajanje iz stare v moderno družbo. 
Da bi lažje razumeli Tisnikarjeve slike, je pomembno, da poznamo Tisnikarjeve svetove, ki so vplivali na njegovo ustvarjalnost. To so: 
- družina,
- vas v kateri je odraščal,
- vojna, skozi katero se je prebil v mladosti,
- delo bolniškega strežnika na oddelku za hudo bolne,
- delo obdukcijskega pomočnika v prosekturi.

Tisnikarjeve slike nam povedo, da se življenjska pot posameznika lahko konča, pri tem pa človeški rod teče dalje, saj je rojstvo večni tekmec človeške umrljivosti. Prav umrljivost je v sodobnem svetu velikokrat omenjena in je tema marsikatere umetniške ustvarjalnosti in umetniškega navdiha, pa naj se nanaša na filme, reklame, knjižno ustvarjalnost ali pisanje znanstvenih ter poljudnih člankov. 
Torej če povzamemo Tisnikarjeve slike lahko rečemo, da nikoli ne odslikavajo konkretnih motivov s katerimi bi pripovedovale določene zgodbe. Čeprav velja, da so figure povzete po resničnih osebah, ki so v času Tisnikarjevega dela v prosekturi šle skozi njegove roke. Naslikal in narisal je le to kar je videl in občutil. Slikanje in risanje sta bila njegova terapija, kamor je lahko usmeril vse svoje občutke. Ob tem pa ne velja pozabiti na lik krokarja, ki je dolga leta bil udomačen Tisnikarjev spremljevalec. Konkretni prizori so torej uprizorjeni zato, da sporočajo prikrito vsebino, ta je univerzalno vprašanje o rojstvu in smrti ter tistem kar vmes nastane kot edina in naravna vez, ljubezen.
Ob upodabljanju gostilniških podob z alkoholom omamljenih gostov, pa slikar namiguje na njihove notranje stiske in nezadovoljstva, na katere skušajo z omamo pozabiti in se kaznovati. Pri tem pa je razvidno, da vsa ta nesmiselna dejanja vodijo v smrt in nadaljnje trpljenje. Tudi sprevod ljudi, ki vznikajo iz svita na visokem obrobju slike, niso le prispodoba spremstva ob poslavljanju od umrlega na njegovi poti v grob. Temveč so prispodoba o spoznanju, da se življenje večno in nenehno pretaka, ter da so ljudje le stranska figura, s katero glavne poteze igra življenje samo. Kot zadnji najbolj pogost ponavljajoč se motiv pa Tisnikar upodablja križanje. S tem motivom slikar poudarja dvojno trpljenje mučenika in sicer prvo nastane zaradi mučeniške smrti, drugo pa  zaradi pohabljenosti, ki nastane med njo. Prav ta motiv je mnogokrat v veliko uteho vernikom, ki svoje težave, nezadovoljstva ter trpljenje podrejajo in tešijo z molitvijo, z upanjem na boljše, česar mučenik sam ni dočakal. Zato so umetniška dela, ki jih  je Tisnikar ustvarjal skrivnostna in čarobna, hkrati pa nam dajejo  potuho za naše trpljenje in bolečino, ki ju prinese življenje.